# Armando Reverón
Armando Julio Reverón Travieso (Caracas, Venezuela, 10 de mayo de 1889-Caracas, Venezuela, 18 de septiembre de 1954) fue un artista venezolano precursor del Arte Povera y considerado uno de los más importantes del siglo XX en América.
Por su carácter exótico, excéntrico y primitivo, fue conocido como «El Loco de Macuto». Fue pionero del happening, del ensamblaje artístico, de la instalación, de la intervención, de la escultura textil y del móvil. Fue autor de más de 450 pinturas, 150 dibujos y decenas de objetos entre los que se destacan sus famosas muñecas de trapo.
Desarrolló su obra en Barcelona, Madrid y París. Fue víctima de ataques, períodos de depresión y crisis de psicosis causadas tras contraer fiebre tifoidea en la infancia. En 1918 conoce a Juanita Mota, su esposa y única compañera hasta su muerte. En 1921 se estableció en La Guaira donde construye «El Castillete», su taller y morada, contribuyendo a que fuera reconocido como el "Robinson Crusoe venezolano".
A pesar de ser incomprendido por la sociedad, fue admirado por artistas e intelectuales como Pablo Picasso, Carlos Cruz-Diez, Fernando Botero, Gabriel García Márquez, Antonio Saura o Sofía Ímber. En el 2007 el MoMA le organiza una retrospectiva; siendo la primera dedicada a un venezolano y la cuarta a un pintor latinoamericano medio siglo después de Diego Rivera (1931), Cândido Portinari (1940) y Roberto Matta (1957). 
Falleció inesperadamente recluido en el Sanatorio San Jorge de Catia a los 65 años luego de ser diagnosticado de esquizofrenia. Desde el año 2016 sus restos mortales reposan en el Panteón Nacional de Venezuela.

## Biografía

### Primeros años (1889-1905)

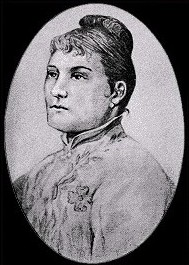
María Josefa Báez, pariente del pintor, se convirtió en esposa del presidente Juan Pablo Rojas Paúl. De allí provienen los rumores de que Reverón pudo llegar a ser hijo del presidente.

Armando Reverón fue hijo único de Julio Reverón Garmendia y de Dolores Travieso Montilla. Nació el 10 de mayo de 1889 en la Quinta San José - (Puente Hierro) de la Parroquia Santa Rosalía (Caracas). El 19 de mayo es bautizado en la iglesia de Santa Rosalía; sus padrinos fueron el general Raimundo Fonseca y Josefina Rivas de Alfonso.                                                      
Su padre, Julio Reverón (1858-1907) proveniente de una reconocida familia caraqueña, fue General de las Fuerzas Armadas de Venezuela. Con un pasado misterioso, era un hombre alcohólico e inestable. Luego de heredar gran parte de las fortunas de su familia se retiró del ejército y sin necesidad de trabajar se costeó una vida de lujos y derroches. Criticado por sus hermanos por sus malos hábitos se alejó de su familia. Durante toda su vida sufrió de trastornos como la ludopatía y adicciones al alcohol y al opio. Años después Reverón confesó que siendo menor de edad era enviado por su padre a comprar morfina.                  
En 1880, Julio contrae matrimonio con Dolores Travieso Montilla (?-1942). Originaria de la ciudad de Valencia (Venezuela), era una mujer nerviosa de clase alta que procuraba estar rodeada de excentricidades y cuidar su imagen personal. Al no haber pruebas convincentes, se ha puesto en duda la paternidad de Julio y la de su madre de la que tampoco se sabe a ciencia cierta si engendró al niño o lo adoptó. Entre las diversas especulaciones sobre su origen se dice que pudo haber sido hijo del 23.er presidente de Venezuela Juan Pablo Rojas Paúl. 

«Al recuperarse mentalmente, Armando parecía de 3 años, tan infantiles eran sus juegos, su actitud, jugaba con muñecas, vistiéndolas, acariciándolas y pintándolas. Entonces se volvió más triste, melancólico, irascible e insociable».
Alfredo Boulton

En 1895 inicia sus primeros estudios en el Colegio de los Padres Salesianos, pero ese mismo año sus padres deciden divorciarse. Luego de que Julio desapareciera de casa y su madre, al no sentirse capaz de asumir su maternidad se ve obligada a trasladar a su hijo a la Hacienda «Caño Monagas» (Valencia), hogar de los Rodríguez-Zucca (Francisco Rodríguez Castro y Carmen Zocca de Rodríguez) una familia de origen canario. Bajo el cuidado de su nueva familia, continúa sus estudios en el Colegio de los Hermanos de la Salle y luego en el Colegio Cajigal del Doctor Zuloaga. Su tío-abuelo materno Ricardo Montilla, quien había estudiado en Nueva York, lo instruye en dibujo y despierta en él su vocación artística.  
En 1898 conoce el estudio del padre de Arturo Michelena y en 1901 realiza su primer encargo por parte de un comerciante, Don Lorenzo Ochoa y copia La caza del león de Eugène Delacroix. En ese entonces Reverón establece una estrecha relación con Josefina Rodríguez-Zucca (1886-1917), hija de la pareja, quien la apreció como una hermana y determinó un verdadero cariño hacia ella.  
Posiblemente a causa de los continuos baños dentro del Río Cabriales, en 1902 sufre de Fiebre Tifoidea. Reverón cae en un período de regresión. Esta enfermedad le generó al pintor una encefalitis, produciéndole desvaríos, alucinaciones y frecuentes pesadillas con cadáveres o féretros (entre las pesadillas presenció la construcción de una urna justo al lado de un hombre que recién había muerto). El joven Armando se volvió retraído, le gustaba permanecer mucho tiempo en casa o pasaba horas meciéndose en una hamaca; debido a esto sus médicos opinaron que no volviera al colegio y Los Rodríguez-Zucca le contaban a su madre el extraño temperamento de su hijo luego de la enfermedad.  
El hecho de que el pintor nunca hablara de su familia o de su infancia, pudiera indicar que su origen siempre estuvo difuso. Durante toda su vida evitó cualquier referencia verbal a ella. Las cualidades que lo rodearon en vida se acercan al temperamento infantil, al desprendimiento de los bienes materiales y la preferencia de vivir en lo elemental que en la complejidad buscada. Esa fue la manera de recuperar aquella infancia y esto también podría explicar, que no encontremos en su obra alusiones a los niños.

### Juventud (1905-1918)
En 1905, ya recuperado de la fiebre, Reverón se muda a Caracas junto a su madre. Al llegar se instalan en la casona donde nació Francisco de Miranda (la cual fue convertida en pensión); allí conoce a Federico Ponce, quien le encarga obras y le invita a copiar paisajes de El Calvario (Caracas). Entre 1906 y 1907 realiza sus primeras pinturas, abordando naturalezas muertas y temas religiosos.

«En 1907 el padre de Reverón muere en extrañas circunstancias, se dice que sacrificó su vida heroicamente o que en un intento de suicidio, se precipitó al mar en medio de una bola de fuego».
Narrado por John Elderfield (2000)

El 23 de junio de 1907 es convencido por Ponce y se inscribe en la Academia de Bellas Artes de Caracas. Es aceptado por el director Emilio Mauri y entre sus maestros destacaban Pedro Zerpa y especialmente Antonio Herrera Toro, por el que sintió una gran admiración. Ese mismo año muere su padre en un extraño suceso acontecido en costas venezolanas a la edad de 49 años.

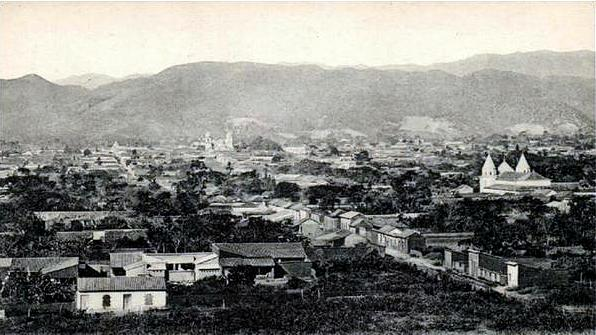
Ciudad de Valencia (1900).

Entre sus compañeros se encontraban Manuel Cabré, Rafael Monasterios o Antonio Edmundo Monsanto. Durante estos años se vio influenciado por el pintor Cristóbal Rojas reflejando en su obra un estilo académico y tenebrista, concediéndole al pintor una formación clásica. Tras la muerte de Emilio Mauri, se inicia en enero de 1909 una huelga de estudiantes que pedían reformas en el pénsum de estudios y la destitución de Antonio Herrera Toro como director. Durante el conflicto, al que no se adhirió, es cerrada temporalmente la academia y Reverón viaja a Valencia donde realiza su primera gran obra «Muchacha Tejiendo» (1909) donde retrata a su querida hermanastra a la sombra de un níspero. Al concluir la huelga regresa a Caracas y presenta sus exámenes de fin de curso
El pintor vuelve a mudarse con su madre a una pensión de Torres a Madrices que pertenece a su madrina Josefina Rivas de Alfonzo. Allí improvisa un taller y comparte amistad con el músico Juan Bautista Plaza. En 1911 concluye sus estudios y recibe la calificación de "bueno" en dibujo de desnudo y sobresaliente con su obra «Playa del mercado». Ese mismo año entusiasmado con sus distinciones logra realizar junto a su compañero Rafael Monasterios, su primera exposición individual en la Escuela de Música y Declamación de la Academia de Bellas Artes.
Viaje a Europa

«La gente dice que la fiebre tifoidea afectó mi carácter. Yo no sé, pero desde entonces me ha gustado el mundo de lo fantástico».
Entrevista realizada por Carlos Morantes y publicada en El Nacional el 16 de marzo de 1953

Barcelona - Caracas
Gracias a su rendimiento y la intercesión de Herrera Toro, consigue una beca de la Municipalidad de Caracas para irse a continuar sus estudios por Europa. Ese mismo año su madre le ayuda a costear el viaje a España y se instala en Barcelona, donde ingresa en la Escuela de la Lonja que dirige Vicente Borrás y Abella para seguir el curso (1911-1912). Allí recibe clases de Vicente Climent Navarro en dibujo, colorido y composición. Entre los profesores de Reverón destacó José Ruiz Blasco, el padre de Picasso; el cual dirigía clases de Dibujo Artístico.
En Barcelona coincide con Rafael Monasterios y Salustio González Rincones quienes llevaban un año viviendo en la ciudad. La obra de Reverón cambia y se produce un aclaramiento de su paleta. Durante estos dos años el pintor conoce la ciudad, se rodea del ambiente artístico de la época y estudia a los antiguos maestros españoles como El Greco o Francisco de Zurbarán. A finales de 1912 sin dinero, decide regresar a Venezuela con el objetivo de resolver asuntos relacionados con su manutención en el extranjero y unos terrenos que le habían sido dejados en herencia, los cuales hipoteca y revende. En su breve estancia pinta «Retrato de Enrique Planchart» (1912) donde plasma al poeta con las influencias adquiridas del arte español. Ese año se funda en Caracas el Círculo de Bellas Artes.
Madrid
A principios de 1913 Reverón regresa a España y se matricula por recomendación de Borrás en la Real Academia de Bellas Artes de San Fernando. Allí recibe clases de José Moreno Carbonero (maestro de Salvador Dalí), Manuel Marín y Antonio Muñoz Degrain, este último lo estimula a pintar al aire libre y otorgar valor al carácter plástico de la obra. Se pasea por el Parque del Retiro y visita el Museo del Prado, donde se cautiva con las obras de Diego Velázquez (especialmente con Las meninas) y siente una profunda admiración por el universo de Francisco de Goya. 
En sus tiempos libres se dedica a la lectura de los grandes del Siglo de Oro (Miguel de Cervantes, Pedro Calderón de la Barca o Lope de Vega). Además de conocer la ciudad moderna se interesa por las tradiciones y las costumbres: el folklore, las corridas de toros y la música flamenca; temas que tendrá presente en su obra y en sus futuras escenas teatrales.

«Me queda algo flotando en la retina (...) Es materia más bella que la materia misma. Me voy con ese ritmo tumultuoso, con esa música —no puedo decirlo de otro modo— que tiene aquel cuadro de "La carga de los mamelucos" en el Prado».
Armando Reverón

Durante su estancia tiene la ocasión de conocer a muchos artistas, entre ellos: Santiago Rusiñol, Modesto Urgell, Joaquín Sorolla, Hermenegildo Anglada Camarasa o Julio Romero de Torres. En septiembre participa en el primer Salón Anual del Círculo de Bellas Artes en Caracas y consigue el segundo premio en "dibujo antiguo y ropajes" de la Real Academia. En 1914 junto a un grupo de condiscípulos, viaja a Segovia para conocer el taller de Ignacio Zuloaga con quién entabló una breve amistad. Poco tiempo después conoce en el taller de Muñoz Degrain al pintor francés Fournier, casado con la venezolana Clotilde Pietro de Daudat. La pareja lo invita a Chantilly, donde vivirá durante seis meses.
París
Luego de vivir en el Norte de Francia, se traslada a la capital. En julio estalla la Primera Guerra Mundial y renta un cuarto en la Rue Vivienne. En París coincide con la colonia de artistas venezolanos, entre ellos Tito Salas y Carlos Otero. Se dedica a pintar con frecuencia al aire libre, disfruta de la vida bohemia y los cabarés por la noche, asimismo visita el Museo del Louvre donde admira las obras de Edgar Degas y Paul Cézanne. Reverón permaneció indiferente ante la pintura transformadora que cambió la historia del arte, no se interesa por Georges Braque ni por los artistas de la Escuela de París como Modigliani o Chagall.

“Sus compañeros del Círculo de Bellas Artes todavía recuerdan como a raíz de un ejercicio de salvamento a bordo del barco donde viajaba, lo traumatizaría tanto que después de muchos meses de su permanencia en Caracas vivía aterrorizado con la idea de que hubiera podido perder la vida si el barco hubiera sido torpedeado por los alemanes”
«Anécdota»

Vuelve a mudarse y esta vez se hospeda cerca de la Rue Vendôme; la ciudad tiene muchas cosas que ofrecerle aunque apenas tiene la oportunidad de visitar los museos, cerrados por la guerra. La situación en Europa se vuelve tensa y hay riesgo de bombardeos sobre la capital. El pintor le escribe una carta a su madre y en ella le dice: «O me mandan a buscar o me tiro al Sena». En julio de 1915 parte de nuevo a España, donde puede visitar en el Museo del Prado una gran retrospectiva dedicada a Goya; poco tiempo después embarca a Venezuela.

### Período azul (1919-1924)
En este período predominan los tonos azules y el tenebrismo del pintor Nicolás Ferdinandov, quien lo estimuló en la búsqueda de una pintura de climas oníricos y tonalidades frías. Este rasgo fue reforzado por la influencia que recibió de la pintura española, especialmente la de Goya y la de los impresionistas Emile Boggio y Samys Mûtzner (entusiastas del Plenairismo).
Las obras de esta época se caracterizan por una atmósfera nocturna, sensual y misteriosa; creadas a base de veladuras logradas por la técnica del empaste frotado y la densidad la materia pictórica en espesas capas de óleo. También se destaca la realización de paisajes de gran lirismo, en los que los colores son tratados mediante pinceladas divididas.  

El Círculo de Bellas Artes y Primera Crisis
El pintor recién llegado de Europa es recordado por Luis Alfredo López Méndez como: "Un joven muy ocurrente, que cantaba viejas coplas españolas y elegante al vestir a pesar de cierta tendencia al desaliño; por lo general vivaz, de pronto adquiría una expresión melancólica y de repente volvía a un estado de euforia, a cantar, a reír".
Al llegar a Caracas en septiembre de 1915, se instala en la casa de su tía Josefina Reverón. El pintor da conferencias sobre Goya, enseña técnicas de grabado, da charlas sobre el Siglo de Oro y dicta un curso de perspectiva y escenografía. En 1916 realiza varios murales decorativos junto a Carlos Salas y organiza una novillada junto a Rafael Monasterios, Marcelo Vidal y Roberto Bese para levantar fondos para el Círculo de Bellas Artes. A finales de ese mismo año se entera de que Josefina esta gravemente enferma y viaja continuamente a Valencia para visitarla. En marzo de 1917 Josefina Rodríguez muere de uremia a los 27 años y el artista desconsolado le erige un monumento fúnebre en su tumba.

“Como toda persona que padece lo que él sufría, había momentos en que no estaba bien, pero otros eran de extraordinaria lucidez. Cuando subía a Caracas se reunía con otros artistas en un bar que quedaba en la esquina de la escuela. Allí vendía sus cuadros y tras varios tragos, bailaba hasta flamenco sobre las sillas”
Víctor Valera «Anécdota»

Tras su muerte Reverón sufre su primera crisis, a pesar de no ser tan larga queda hundido en una gran depresión y termina refugiándose junto a su madre en una casa de Pilita a Mamey (N.º 101). Allí imparte clases de dibujo en la Escuela Santos Michelena que estaba ubicada muy cerca de la Catedral de San Pedro Apóstol. Ese mismo año la sede del Círculo de Bellas Artes es allanada y el grupo se disuelve.
Juanita Mota

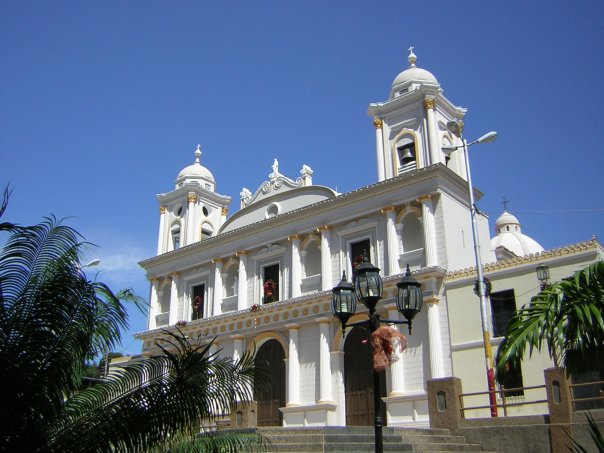
Iglesia de San Casimiro.

Juanita Ríos Mota. Nació en San Casimiro de Güiripa capital del municipio de San Casimiro en el Estado Aragua en 1904 o 1906 (fecha no confirmada). Fue hija de Luis Mora Mota y Eugenia Ríos (descendiente india).
Quedando huérfana poco después de nacer, comenzó a desempeñar labores en la casa del sacerdote Lucas Guillermo Castillo . Siendo ya criada del sacerdote, en 1909 ayudó en la construcción de la Iglesia de Güiripa, cargando enormes piedras para finalizar el edificio. En 1911 debido a que Lucas del Castillo fue ascendido Montseñor, Juanita se trasladó a Caracas en burro junto a la familia del sacerdote. El largo trayecto fue emprendido vía Los Teques hasta llegar a la capital.

“Yo nunca había sentido una cosa tan bonita como la noche en que conocí a Armando. Él se parecía a uno de esos artistas de cine, era buenmozo y muy elegante, no como se puso cuando nos mudamos para acá, que apenas se vestía. Eso hizo que mucha gente lo confundiera con un loco. 

¡Sí señor!, aquella noche a él le brillaban los ojos como dos luceros; pues no vaya a creer, yo era entonces una muchacha bonita y delgadita, no como ahora que estoy gorda y vieja. Tienes manos de virgen me dijo Armando y carita de ángel asustado”
Juanita Mota, «Entrevista Revista KENA»

Juanita contó que mientras Reverón estudió en Madrid, el profesor Manuel Marín le dio tres consejos al artista para realizarse como creador: procurarse dinero, un techo para aislarse y buscar la compañía de una mujer humilde. Si el relato es cierto, el pintor cumplió con los tres requisitos. Cuando se conocieron, el pintor tenía 30 años y Juanita 14. Ella nunca había ido a la escuela y era analfabeta, durante toda su vida Reverón se encargó de enseñarla. Aunque logró aprender lo básico nunca logró leer fluidamente. Existen dos versiones de como Juanita Mota apareció en la vida del artista:
- La primera, relatada por el ensayista y poeta Juan Liscano, asegura que el primer encuentro fue durante una cena en la casa de la familia Castillo Lara en Maiquetía, donde Juanita era criada:

«Reverón gustó de Juanita al verla, y mientras servía la cena le agarró la pierna y le susurró: "Esta noche me meto en tu cuarto". Dicho y hecho. En la madrugada se la llevó para un hotel en Villa de Cura, de allí a La Guaira y luego, a compartir su vida cuando levantó El Castillete»
Juan Luis Liscano, «El Erotismo de Reverón» (1994)

- La segunda, contada por Juanita, relata como lo conoció en una fiesta durante los Carnavales de 1918:

«Hace tantos años, imagínese usted y yo lo recuerdo como si lo estuviera viendo en este instante...Cuando yo conocí a Armando me vine con tres muchachas de Caracas y resulta que llegamos a esos hotelitos baratos y nos alquilaron un cuarto para nosotras. Todas nos disfrazamos para ir a la Plaza Vargas y estaban tocando una canción que estaba de moda "El bojote". Yo estaba disfrazada de Dominó y él una especie de murciélago que al abrir las alas era una suerte de esqueleto, como la muerte. Andaba solo riendo y brincando en su carreta”.
Itamar Martínez, «Juanita Mota : La mujer de Reverón (Entrevista 1972)»

«Mamá, escogí a esta muchacha para que me ayude y me acompañe. Si usted no la quiere a ella, no me quiere a mí tampoco.»
 Juan Calzadilla, «Reverón, voces y demonios» (2004)

Los dos estuvieron hasta que se acabó la música. Era medianoche y Reverón la acompañó hasta la puerta del hotel. Al día siguiente el pintor la llevó a casa de su madre con la intención de que se quedara a vivir con él. A pesar de los prejuicios en torno a una relación que no era la más conveniente a su posición social, su madre dijo que la aceptaría como si fuera su hija, incluso por las noches Doña Dolores extendía un catre en el comedor para que durmiera Armando y acomodaba a Juanita en su propia habitación.
Nicolas Ferdinandov
En septiembre de 1918, la pandemia de gripe española llega a Venezuela. Las clases se suspenden y el director del plantel, Rondón Márquez contrae la gripe y muere. Reverón también se contagia de esa enfermedad, pero se salva gracias a una “terapia” muy particular, la cual consistía en trotar durante un rato largo por el malecón y luego, todo sudoroso, bañarse con agua fría. En estos meses la gripe diezma a los estudiantes y muchos mueren a causa de la pandemia. 
En Caracas conoce al pintor de origen ruso Nicolás Ferdinandov, quien se encontraba residenciado en Margarita y que vivía en Caracas desde febrero de 1919. A mediados de ese año el pintor Emile Boggio, regresó brevemente a Caracas y expuso 53 de sus obras. Esta exposición y la del rumano Samys Mutzner en el Club Venezuela de Caracas tuvieron un enorme impacto en Venezuela. A mediados de ese año, Reverón se traslada con Juanita a El Valle y pinta alternativamente en La Guaira y en Caracas.El 18 de enero de 1920, Reverón y Monasterios clausuran una muestra organizada por Ferdinandov en los altos de la Escuela de Música y Declamación (Academia de Bellas Artes), donde Armando expone 3 obras. Poco después, el 9 de mayo, una nueva muestra es abierta con obras de Reverón, Ferdinandov, Federico Brandt y Antonio Edmundo Monsanto en los salones de la UCV. Durante este tiempo viaja con frecuencia al rancho de pescadores que el pintor ruso ocupaba en Punta de Mulatos. Siguiendo los consejos de Ferdinandov, decide instalarse Macuto, iniciando con esto una nueva etapa en su vida y en su obra.
Al Castillete llegaba los domingos por la mañana el viejo Domínguez con su mula cargada con azucenas y claveles de Galipán. Reverón compraba una docena de cada una para adornar la capilla que había construido en su morada. La religiosidad de Reverón se expresaba en ritos particulares y en su devoción por las fiestas populares. En varias oportunidades hizo llevar hasta su casa la Cruz de Mayo desde La Sabana, junto a un séquito de portadores y cantadores de fulías.

### Período blanco (1925-1935)
Este período es el más relevante para la historia del arte latinoamericano. Un nuevo elemento cromático -El blanco- cobra fuerza, transformándose en una representación luminosa y de síntesis atmosférica. El interés obsesivo del artista para lograr "ver la luz" lo conduce en la búsqueda de la visión enceguecida de las formas a través de una sistemática anulación de los colores vivos, logrando la monocromía a partir del blanco como único elemento. El tema principal es el paisaje, que le permite la indagación profunda en los problemas de la luz. En la serie de «Paisajes Blancos» se aprecia cómo desintegra el espacio con imágenes casi etéreas, consiguiendo llegar incluso al arte abstracto.

También renueva los materiales y las superficies, dando paso a los soportes de coleto, tela en crudo, el uso de materiales rudimentarios y experimentando con el Gouache (donde en superficies de papel se adelantó una década al expresionismo abstracto).

«Vine aquí a encontrar la sencillez y me encontré con la realidad»
Armando Reverón

El Castillete
Para finales de 1920 Reverón y Juanita alquilan en Punta de Mulatos, un pequeño rancho en la montaña donde las piedras son usadas de cama y asientos. Estas grandes piedras fueron trasladadas al cerro gracias a las ayudas de pescadores.
Poco tiempo después vuelven a mudarse y se instalan cerca de la quebrada El Cojo, donde improvisan un rancho de bahareque y tierra pisada.
En 1921 su madre se entusiasma en la idea de Armando y decide ayudarlo en la compra de un terreno cerca del Bar "Las Quince Letras". Los dos terrenos tuvieron un coste de 30 pesos que incluían un pequeño rancho. Inicialmente Reverón deseaba que el Castillete se ubicase a orillas del mar, pero la necesidad del artista en el uso de la tierra para los cuadros decidió buscar una ubicación más elevada.

«Adquisición de terreno en dos lotes de 675 y 380 metros cuadrados al precio de Bs. 1,00 el metro. Pleitos relativos a la delimitación del terreno y demarcación final del mismo.

Fiesta para la colocación de la primera piedra: día domingo
Invitados: Amigos, relacionados y vecinos. El constructor Mr. Keller y sus obreros. A las 3:00 pm gran almuerzo con el siguiente menú:

Sancocho de pescado, hallaquitas, caraotas, carne frita, guasacaca indígena, plátano frito, pescado frito, arroz blanco, tortilla, papas rellenas, pan isleño, helados, brandy, vinos, ron, ponche crema, aguardiente de caña, café y chocolates. En la noche fuegos artificiales y música, terminando con un paseo de luna»
Armando Reverón «Visto por sí mismo» El Nacional (1953)

En 1923 la señora Rosalía Martínez, a quien llamaban “la madre de Macuto” por su gran bondad y por apadrinar a más de cien niñas, por un precio simbólico, le cedió a Reverón parte del terreno de su casa para que fabricara el Castillete. Fue muy cordial y solidaria la relación de Reverón con su comunidad. Cuenta Ernestina, vecina del pintor, que él se prestaba para hacer las cartas de las personas que no sabían escribir y montaba pequeñas obras de teatro en las que participaban ella y otros vecinos.

«Los pilares son tallos de palmeras atornillados sobre durmientes de madera. El techo es de palma y el piso es de tierra amarilla color de Onoto. El aire transita por dos chinchorros de moriche y un trapecio. En un extremo un escaparate de cajones para guardar los cuadros grandes. Al frente, dos caballetes: uno grande y otro más pequeño, hechos por el mismo, de tallos de coco. Encima una sombrilla gradúa la luz. Y las paredes del rancho, son grandes cortinas de cañamazo corridas sobre mecates que le traen los barcos anclados en el puerto.»
Julián Padrón, «Revista Élite (1932)»

Para 1933 se le homenajea con una exposición en El Ateneo de Caracas y en octubre de 1934, Phelps facilita a Reverón el traslado de las obras expuestas en el Ateneo para la exposición en la galería Katia Granoff en París.  
Una trampa inesperada se abre, y ante los ojos asombrados del visitante aparece la escalera que da acceso a lo que Reverón llama ‘la cava’. Está en el cauce de una quebrada, con todas sus piedras y su encanto húmedo. En el oscuro recinto, más propicio para una cueva de malhechores que para los fines estéticos y domésticos que le asigna Reverón, nos sorprende otro descubrimiento: una nevera natural hecha de piedra y empotrada en el muro, ideada por nuestro guía, cuyo cerebro es un depósito de trucos maravillosos. Casi nadie sospecha que debajo del estudio se encuentra un sitio tan grato donde se puede filosofar y beber tranquilamente.

### Período sepia (1934-1945)
«Una tarde Reverón tenía todo preparado para dirigir, quizás, uno de sus mejores conciertos. Ya se encontraban en pie [...] Reverón, quien complacido, haría poner de pie a sus muñecas para agradecer la cerrada ovación. Después, el imaginario público abandonó El Castillete, quedando todo en su habitual silencio. Reverón recogió los instrumentos, hechos por sus manos, y fue colgando cada muñeca en su sitio»
Testimonio de Eyidio Moscoso (1942), Citado por Elderfield en 2007

Boulton llamó a esta etapa Época Sepia, atendiendo a que era la tonalidad que con mayor frecuencia se repetía en la paleta del pintor. Durante este período el artista pinta desnudos y marinas. Reverón abandona la alegre luminosidad del blanco para acceder al mundo más terrígeno y real del paisaje humano. Sus obras en esta época son como crónicas de la dinámica vida portuaria del litoral; se hacen presentes los tonos ocres y sepias, aplicados sobre arpilleras, casi siempre sin mucha preparación técnica utilizada con el propósito de convertir la trama de la tela en un valor cromático y textural. Ejemplos característicos de esta época lo constituye la serie del Puerto de la Guaira en las que se destaca el predominio de la horizontalidad y cuyas atmósferas se hallan dinamizadas por los trazos cortos con que el artista describe las formas. Son obras cargadas de dramatismo, con magistrales atmósferas logradas por un sutil juego de luces y sombras, valoraciones contrastadas, toques expectantes y tonos en tenso equilibrio.
Tercera Crisis

### Período expresionista (1945-1954)
«Me costó que me recibiera. Soné varias veces la campana y le dije: Maestro, maestro. Vengo de Maracaibo a ver cómo está. Él, un poco apenado me dijo: “Es que no puedo atender a nadie porque me hacen muchas maldades. No estoy bien, por que los vecinos me tiran piedras”»
 Anécdota Lía Bermúdez (1952)

Entre finales de los años cuarenta y principios de los años cincuenta el pintor se refugió en un universo mágico que, en torno a objetos y muñecas creados por él, dio origen a la última y delirante etapa de su obra. Esta etapa caracterizada por el empleo de materiales tales como tizas, creyones y por una fantasía teatral que se tornaba cada vez más incontrolable.

«Pinto porque esa es mi vida y no puedo evitarlo»
 Armando Reverón a Jean Nouel (1951)

Para 1950 Reverón realiza su único documento, un texto autobiográfico de siete hojas, escrito en tercera persona y dictado por el artista para “Raquel, secretaria de la Escuela de Artes Plásticas de Caracas”. Al pie del documento se lee la siguiente leyenda: “Sr. Lira: Estas son las notas que le dejó Reverón”. Tratándose del pedagogo chileno Armando Lira, que se residenció en Caracas en 1936 y participó activamente en el diseño de planes educativos del Ministerio de educación de Rómulo Gallegos. 
En 1951 el agregado cultural de la embajada de Francia, Gaston Diehl invitó al director Alain Resnais a visitar Venezuela para iniciar el rodaje de una película sobre Reverón. Resnais canceló su viaje, así que Diehl propuso que asumiera el proyecto la cineasta Margot Benacerraf. El cortometraje iniciado en el verano de 1951 duró 3 meses para el montaje audiovisual, en el cual Reverón cedió un cuarto privado a Margot para que se mudara a una habitación del Castillete mientras realizaba los montajes. En diciembre de ese mismo año Reverón terminó su último autorretrato y la película fue estrenada. 
Años después, durante la investigación de la exhibición en el MoMA, se conoció que Picasso en 1952 realizó esculturas de muñecas colgadas como las que insistentemente, aparecen en el documental de Benacerraf.

### Última crisis y muerte
«En 1953 cuando Manuel Cabré y Armando Planchart fueron a buscarlo para llevarlo al sanatorio, él se despidió de Juanita con estas palabras: “Juanita, este rancho es tuyo, me casé contigo porque quiero que todo esto te quede a ti. Pon el rancho de pies a cabeza, si así lo deseas. No te preocupes por mí. Yo creo que no voy a volver más»
Napoleón Pisani Pardi

Doce fueron los cuadros que realizó en el Sanatorio. Sus modelos eran los propios enfermos, las enfermeras o los jardines del hospital.
La última de sus crisis tiene lugar en 1953, siendo internado nuevamente en la clínica de Báez Finol, el mismo año en que le era conferido el Premio Nacional de Pintura. Confortado por este tardío estímulo, trabajaba con ahínco para una exposición que había anunciado el Museo de Bellas Artes, cuando le sobrevino la muerte mientras se encontraba en el sanatorio San Jorge.
La mañana del día sábado 18 de septiembre de 1954, Reverón sufre una crisis de hipertensión arterial. Las enfermeras llamaron de urgencia a Héctor Artiles Huerta, médico residente que acompañó al pintor en sus últimos días. El estado era grave y el pintor sufre una insuficiencia cardíaca. Para el momento, los trabajadores del Sanatorio habían comunicado la situación a la prensa y a los medios de comunicación. Finalmente a las 2:30 de la tarde, a consecuencia de la presión arterial, sufre una embolia cerebral que lo deja en coma. Horas más tarde su corazón deja de latir y muere a la 6:45 de la tarde.
Reverón fue velado en capilla ardiente en el Museo de Bellas Artes, en una sala contigua a la exposición "Modelos de Inventos" de Leonardo Da Vinci. Su funeral fue multitudinario, siendo invitados el Ministerio de Educación, la Escuela de Artes Plásticas, el personal médico y de enfermería del Sanatorio San Jorge; su viuda, Juanita; sus parientes, Carlos Enrique Reverón, Victoriano Márquez Reverón e Isabel Montilla. 
Entre los amigos y personalidades que asistieron a su entierro estaban José Ángel Báez, Armando Planchart, Manuel Cabré, Pedro Ángel González, Rafael Ramón González, Carlos Otero, Rafael Monasterios, Bernardo Monsanto, Marcos Castillo, Luis Alfredo López Méndez, Héctor Poleo, Juan Vicente Fabbiani, César Prieto, José Loreto Arismendi, Aquiles Nazoa, Manuel Felipe Rugeles, Miguel Otero Silva, Arturo Uslar Pietri, Alfredo Boulton, Mary Pérez Matos, Carlos Eduardo Frías, Tomás Golding, José Antonio Calcaño, Lourdes Armas, Trino Orozco, Pedro Sotillo, José Antonio Hedderich y Alejandro Otero.

## Después de su muerte

### Reconocimiento internacional
En 1955 se organiza una exposición retrospectiva de su obra en el Museo de Bellas Artes de Caracas. Fue una muestra de 400 obras realizadas entre los años 1910 y 1954. Se llevó una selección realizada de estas obras a Estados Unidos. Fueron 55 obras que se presentaron en el Instituto de Arte Contemporáneo de Boston en diciembre de ese año y que se clausuró en octubre de 1956 en la Galería de Arte Corcoran de Washington. En 1960 se instituye la Bienal Armando Reverón.
En el 2007 fueron expuestas aproximadamente unas 100 obras pictóricas en el Museo de Arte Moderno de Nueva York (MoMA) coincidiendo con los 49 años de la muerte del artista. Ha sido la pionera de un artista venezolano en el MoMA, y la tercera consagrada a un artista latinoamericano, después del muralista mexicano Diego Rivera y del brasileño Cándido Portinari en 1932 y 1940, respectivamente.

### Muerte de Juanita
Luego de dos meses bajo cuidados médicos, Juanita sufrió un ataque cardíaco el lunes 21 de agosto de 1972 sentada frente al Castillete. Sus últimas palabras fueron registradas antes de perder la consciencia. Fue trasladada de emergencia al periférico de Pariata y posteriormente al hospital donde no logró recuperarse. 
Falleció el martes 22 de agosto de 1972 a pocos minutos de las tres de la tarde en el Hospital José María Vargas a los 64 años de edad.

“No me lleven a ningún hospital… déjenme morir aquí, en donde falleció él”
Últimas palabras de Juanita «El Nacional» 

## Obra
Sus obras son conocidas por estar plagadas de imágenes oníricas y desdibujadas. Se le considera un maestro de la luz tropical, que innovó en distintas superficies y con todo tipo de materiales. Reverón ha sido erróneamente catalogado por algunos críticos como un impresionista tardío y extraviado en el Caribe. Durante la exposición realizada en el MoMa, John Elderfield comenta: “Reverón no es un impresionista ni un post impresionista. En casos rarísimos llegó a pintar yuxtaponiendo colores, técnica distinta a estos movimientos (...) Lo suyo, después de los paisajes blancos, es una reconstrucción de la pintura y de la representación”.

“Ya la tela estaba preparada. Primero sancochadas, sufren después una azotaina y luego se le sacan hilos anudándoles los otros para obtener un grano más grande según lo requiera el motivo. Se clava prensándola en el batidor y se pone a secar en las cuerdas del techo hasta que suene como un tambor. Sin embargo, después de preparadas hay que guardarlas de noche entre cajones amarradas y atadas a piedras para preservarlas del sereno”
 Julián Padrón, «Armando Reverón» (1932)

La Tauromaquia y el Action Painting
El impulso de Armando Reverón a la pintura de acción da primacía a una ritualidad asociada a cierto carácter terapéutico, de liberación mental y corporal. Ya el pintor no era un sujeto dominado por conceptos previos de la sociedad, sino que él mismo era el objeto de investigación. Lo urgente era expresar la tribulación interior como: el caos, la angustia o la demencia.
Del mismo modo que el pintor estadounidense Jackson Pollock, Reverón practicó la “embestida” al cuadro. En Reverón ésta posee una reminiscencia taurina y sus movimientos frente al lienzo tenían muchas veces un ritmo semejante al de los toreros. En todo este “ataque ritual” existe una velada intención de tipo sexual que ha sido estudiada por los analistas de la tauromaquia en cuanto fenómeno de masas, donde el inconsciente colectivo condensa y proyecta sus anhelos de tipo sexual. El público delirante espera la muerte del toro con la estocada final, a la que han precedido las muletillas que lo hieren.

“Mediante un ritual lleno de gestos y ruidos, como entrando en trance ante el lienzo, entornaba los ojos, bufaba y similaba los gestos de pintar hasta que el ritmo del cuerpo hubiese adquirido suficiente ímpetu y velocidad. Entonces, con actitudes de espasmo, era cuando embestía la tela como si fuese el animal que rasgaba el trapo rojo de la muleta. A veces, en esas embestidas, lograba perforar la obra”
 Juan Calzadilla, «Armando Reverón» (1979)

En Jackson Pollock, el gesto buscaba conectar con el inconsciente, lo cual sabía al pintar, pues tenía conocimientos de psicología jungiana y de cómo la pintura automática era como "soñar encima de una tela". Reverón también iba al encuentro de su inconsciente con el paso extra del "tema". Ambos tenían una dificultad que superar: para Pollock era su alcoholismo y para Reverón su esquizofrenia. No pintaban "gracias a" sino "a pesar de". En ellos el gesto tenía mucho de exorcismo.
Rituales Cotidianos y Artísticos
Durante su vida, Reverón realizaba rituales cotidianos y diversos pasos a la hora de pintar. Estos extraños métodos eran obligatorios y en reiteradas veces fueron cambiando.
- Esperar durante meses para que la luna vuelva a estar en el mismo lugar para poder culminar el cuadro.
- Autoflagelación con piedras, frotando los brazos y el pecho hasta sangrar, para llegar a un estado mágico espiritual.
- No tocar metales (y si por error se hace se debe tocar una suave tela para eliminar la sensación).
- Taponar los oídos con tacos de algodón o pelotas de estambre para aislarse del exterior.
- Alimentación Frugal
- Andar descalzo para tener contacto directo con la tierra.
- Atar dos libros sobre su cuerpo; El Quijote a la altura del vientre y la Biblia a la altura de los riñones.
- Trapos bajo las axilas para evitar la sudoración
- El uso del Silicio para dividir el cuerpo de la parte espiritual y de la parte carnal.
- Sujetar la cintura por pesadas piedras para no perder el equilibrio por el oleaje.

“Se acuesta en el suelo boca arriba con las piernas encogidas y las manos por debajo de la cabeza en una invocación a los espíritus propicios a la inspiración. Después se levanta, desenvuelve los pinceles y los tubos de pintura y otros mil pañitos de diferente tacto, extendiendo todo en una plataforma al pie del caballete. El pintor palpa febrilmente los diferentes pañitos impregnados de aceite hasta encontrar el tacto de su inspiración. Cualquier otro tacto más o menos duro puede hacerla huir. Toma la paleta y el pincel apropiados, entorna un poco los ojos como si quisiera ver más allá del contorno de las cosas y empieza a pelear con la tela hasta matar en ella los colores vivos. Se siente cantar la tela bajo los embates de la mano fuerte, armada con el pincel reforzado y casi sin cerdas”
 Julián Padrón, Anécdota (1932)

### Teatro y «acción artística»
Escena «El perdón de las muñecas»
Esta escena nunca grabada, fue llevada a cabo entre Reverón y Margot Benacerraf. Antes de terminar el rodaje el pintor le dijo a Margot que debían de terminar la película juntos y que antes de las palabras «The End», tenía que poner lo que habían hecho. La «acción artística» consistió en que Margot Benacerraf aparece sentada en un trono vestida con una Sotana y un sombrero (que fueron confeccionados por el pintor). Como si estuvieran en una catedral, las muñecas fueron arrodilladas y Margot a modo de sacerdotisa tenía que pasar por el pasillo, bendiciéndolas y perdonándolas a todas, para luego caer el telón.
Según Benacerraf, Reverón la interrumpía diciendo: «La princesa oriental con las pulseras, es la mayor pecadora de todas y usted no la ha indultado lo suficiente», tendrá que regresar y repetir el ritual. Esta escena nunca fue grabada ya que se le había indicado al cámara que no filmara debido a la falta de cinta y la necesidad de ahorrarlas para unas tomas exteriores. Pero se conservan varias fotografías que documentan el momento.
Proyecto teatral «El Paraguas»
La afición de Reverón por el teatro no se limitó a escenificar un espectáculo para sus visitantes. Una vecina del Castillete recuerda que en una ocasión puso a todo el vecindario a representar una obra de teatro. Todas las tardes llamaba a las vecinas a ensayar. El libreto creado por Reverón tenía relación con un paraguas. Se conservan unos apuntes y dibujos relativos a ese proyecto teatral, que denotan una clara tendencia al teatro del absurdo.

### Obras en colecciones
La obra del artista se encuentra principalmente en colecciones privadas y en pocas ocasiones las piezas son accesibles al público. Son pocos los museos en el mundo que cuentan con obras del pintor y Venezuela es el país que cuenta con la mayor colección pública (35 pinturas) administradas por La Fundación Museos Nacionales y alrededor de 100 objetos del Museo Armando Reverón que se encuentran en comodato luego del deslave. Otras colecciones que cuentan con un buen número de obras son el Banco Central de Venezuela (9 obras) o la Fundación John Boulton.
Debido a las inusuales ocasiones en que sus piezas han pasado a colecciones extranjeras y el alto coste de su obra en el mercado, son pocas las instituciones que se permiten exponer obras del artista. Los siguientes museos (fuera de Venezuela) poseen obras de Reverón en sus colecciones: 
- Museo Nacional de Colombia
- Museo de Arte del Banco de la República
- MoMA (Museo de Arte Moderno Nueva York)
- Museo Stedelijk Ámsterdam
- Museo de Arte de San Diego
- Museo de Arte Latinoamericano de Buenos Aires (MALBA)
- Museo de Bellas Artes de Houston
- Museo de Arte Blanton (Universidad de Texas en Austin)
- Museo de Arte Latinoamericano (MOOLA) - California
- Museo Colección Menil (Houston)

### Obras destacadas
- Retrato de Enrique Planchart (1912). Banco Central de Venezuela
- La cueva (1920). Colección Inversiones Sawas
- Paisaje y Rancho (1924). Banco de la República (Colombia)
- Luz tras mi enramada (1926). Colección Privada
- El Árbol (1931). Colección Patricia Phelps de Cisneros
- Paisaje (1931). Museo de Bellas Artes de Caracas
- Mujer desnuda leyendo (1932). Museo de Arte Latinoamericano de Buenos Aires
- La hamaca - contraluz (1933). Galería de Arte Nacional (Caracas)
- Paisaje (1934). Museo Nacional de Colombia
- Amanecer en el Pozo Ramiro (1938). Colección Privada
- Dos Indias (1939). Museo de Arte Contemporáneo de Caracas
- Mujer del Río (1939). MoMA
- Paisaje (1940). MoMA
- Taller del servicio portuario (1944). Museo Stedelijk Ámsterdam
- Desnudo detrás de la Mantilla (1946). Museo de Arte de San Diego
- Patio del Sanatorio San Jorge (1954). Galería de Arte Nacional (Caracas)

## El Mercado del arte
La obra de Reverón se cotiza en el mercado mundial del arte a partir de los 250.000 dólares. Según la importancia de la obra y la época su precio aumenta. Las obras realizadas en su período blanco están entre las más valiosas. En 2007 un coleccionista pagó 529.000 dólares  por adquirir, en una subasta de Sotheby's, la obra "Paisaje de Macuto".
En 2012 Sotheby's batió el récord del artista con "Desnudo detrás de la mantilla" (1946) un retrato de una modelo desnuda que sostiene un chal. Al ser la obra más importante que se haya puesto en subasta se estimó entre 700,000-900,000$. Esta obra alcanzó el precio final de 872,500 dólares. Durante los últimos 10 años la obra de Reverón se ha revalorizado dado que la mayoría de su obra se encuentra en colecciones privadas y rara vez se encuentra disponible a coleccionistas. En los próximos años se tiene previsto que las obras se lleguen a cotizar por encima del millón de dólares.

## Filmografía

### Documental Reverón - Edgar Anzola (1934)
El primer registro fílmico de Reverón y la primera película venezolana sobre un pintor. Fue estrenado el 1 de febrero de 1939, aunque no existe una fecha precisa, ya que se han publicado documentos por la Fundación Cinemática Nacional como “Panorama histórico del cine en Venezuela” que ubican la fecha de este film en 1938.
El documental fue realizado por el cineasta Edgar J. Anzola y la producción data desde 1934 a 1938. Fue realizado en formato de 16mm con una duración de 41 minutos. Anzola, además de dirigir la película, hizo la dirección de fotografía y el guion. La amistad entre Edgar y Armando propició una serie de escenas íntimas que describían los rituales del artista cuando se disponía a pintar, añadiendo los desnudos frontales de Juanita Mota frente a la cámara. En 1977 el documental es donado por el propio Anzola a la Cinemateca Nacional. 
Años después Anzola declaró que su película la dirigió Reverón porque lo único que hizo él fue registrar lo que este hacía.
"Reverón" - Roberto Lucca (1945)

### Corto - Carlos Eduardo Puche (1949)
En 1949 el fotógrafo Carlos Eduardo Puche, esposo de la reconocida pintora Elsa Gramcko, realiza un corto de 16 mm sobre Reverón. Este material al día de hoy se encuentra inédito.
No se tienen constancias de registros de audio, ya que todas las películas realizadas son mudas. Cabe la posibilidad que este corto se haya producido con sonido óptico, conteniendo el  único registro existente de la voz del pintor.

### "Reverón" - Margot Benacerraf (1952)
Las complicaciones de la película debido a la salud mental del artista, complicaron el rodaje y muchas de las escenas tomaron tiempo para que el pintor pudiera colaborar plenamente. 
Durante la filmación Margot logró capturar en cámara uno de los momentos en que el artista sufría un ataque. En el fragmento, Reverón empieza por no poder respirar y a ponerse mal. Estas escenas se decidieron no montarlas en la película porque la misma Benacerraf las consideró poco apropiadas y muy angustiosas.

### Reverón Diego Rísquez  (2011)
Una película basada en la vida de Reverón se estrenó en 2011 bajo la dirección del venezolano Diego Rísquez. El actor y dramaturgo Luigi Sciamanna fue el encargado de dar vida a Armando Reverón. La película se tituló Reverón y su música estuvo a cargo del galardonado realizador venezolano Alejandro Blanco-Uribe. El guion es del escritor Armando Coll.

## La influencia de Reverón
“En reiteradas conversaciones con él en un estudio que yo tenía, en “Piedra a Venado”, donde él solía pasar la noche cuando se quedaba en Caracas. Recuerdo una noche en que me estuvo explicando, desde un punto de vista plástico y psicológico, cuadros de Joan Miró, Paul Klee y Yves Tanguy. Quien lo hubiera oído hablar en aquella oportunidad, lo hubiera tomado por un pintor de esas búsquedas”.
Anécdota de Juan Liscano 

“Esos grises plateados y los oros de Velasquez me volvían loco”. Tiziano, Durero y El Bosco que grandes fueron
Anécdota de Reverón (1953)

“Me vine a Macuto para saber menos de nada y que me dejen tranquilo. Esa es la razón por la cual los muros del rancho los he ido subiendo poco a poco. No quiero que me llamen más el loco de Macuto. Que se vayan a la porra”.
Citado por Elderfield (2001) 

“Lo cierto es que no hay en América Latina ningún otro pintor que, como Reverón, haya partido de ciertas libertades fácticas impresionistas para saltar desde ellas a una tela libre, anotada por el toque o golpe de pintura, en relación directa con el desorden visual que puede causar la luz. Llevada al paroxismo del litoral, esa luz es pintada como disolvente y al mismo tiempo como constructora de las formas”.
Citado por Marta Traba (1994) 

## Reconocimientos
- El Museo de Arte Contemporáneo de Caracas Armando Reverón desde 2017, anteriormente conocido como Museo de Arte Contemporáneo de Caracas Sofía Ímber,
- El 10 de mayo de 2016, por iniciativa del Ministerio de la Cultura, se procedió a la exhumación y traslado de los restos de Reverón desde el Cementerio General del Sur al Panteón Nacional, coincidiendo con idéntico homenaje a César Rengifo (1915-1980), pintor, muralista, dramaturgo, maestro y pensador.[4]
- Su trayectoria, objetos y obras artísticas fueron declarados Bien de Interés Cultural de la República Bolivariana de Venezuela al cumplirse 125 años de su nacimiento.[5]
- Su casa en Macuto (estado Vargas) fue declarada Museo Armando Reverón. En 1999, lamentablemente fue destruida por la tragedia de Vargas. En octubre de 2014 se anunció un proyecto a través del Instituto Autónomo de Infraestructura que contempla un circuito integral turístico con la reconstrucción de El Castillete. Una réplica de la edificación servirá como centro cultural, donde se dictarán talleres, cursos, charlas y además, como una pequeña cinemateca.[6]
- Una universidad llevaba su nombre: Instituto Universitario de Estudios Superiores de Artes Plásticas Armando Reverón y ahora tiene por nombre: Universidad Nacional Experimental de las Artes, donde se encuentra la Plaza Armando Reverón y que cuenta con el Centro de Estudios y Creación Artística Armando Reverón.
- Una película basada en la vida de Reverón se estrenó en 2011 bajo la dirección del venezolano Diego Rísquez. El actor y dramaturgo Luigi Sciamanna fue el encargado de dar vida a Armando Reverón.[2] La película se tituló Reverón y su música estuvo a cargo del galardonado realizador venezolano Alejandro Blanco-Uribe. El guion es del escritor Armando Coll.[3]
- Plaza Armando Reveron 2011 en el boulevard Sabana Grande de Caracas